# Mateo García de los Reyes
Mateo García de los Reyes (Montevideo, Uruguay; 6 de febrero de 1872 - Paracuellos de Jarama, España; 24 de noviembre de 1936) fue un militar, marino y político español, primer jefe y organizador del Arma Submarina Española.

## Biografía

### Ingreso en la Armada
Nació el 6 de febrero de 1872 en Montevideo, Uruguay, donde su padre estaba destinado como comandante de la fragata de hélice española Almansa.
El 1 de febrero de 1886, con catorce años de edad, ingresó en la Escuela Naval, por aquel entonces denominada Escuela Naval Flotante, por encontrarse en la antigua fragata Asturias, fondeada en Ferrol.

### Vuelta al mundo y estancia en Filipinas
El 7 de diciembre de 1888 se le nombra guardiamarina, y el 7 de diciembre de 1891, concluidos sus estudios, es ascendido a alférez de navío. Al verano siguiente, embarca en su primer gran viaje a bordo de la corbeta Nautilus, el antiguo clíper británico Carrick Castle, reconvertido en buque escuela, al mando del capitán de fragata Fernando Villaamil, en el que durante veinte meses surcó los mares dando la vuelta al mundo.

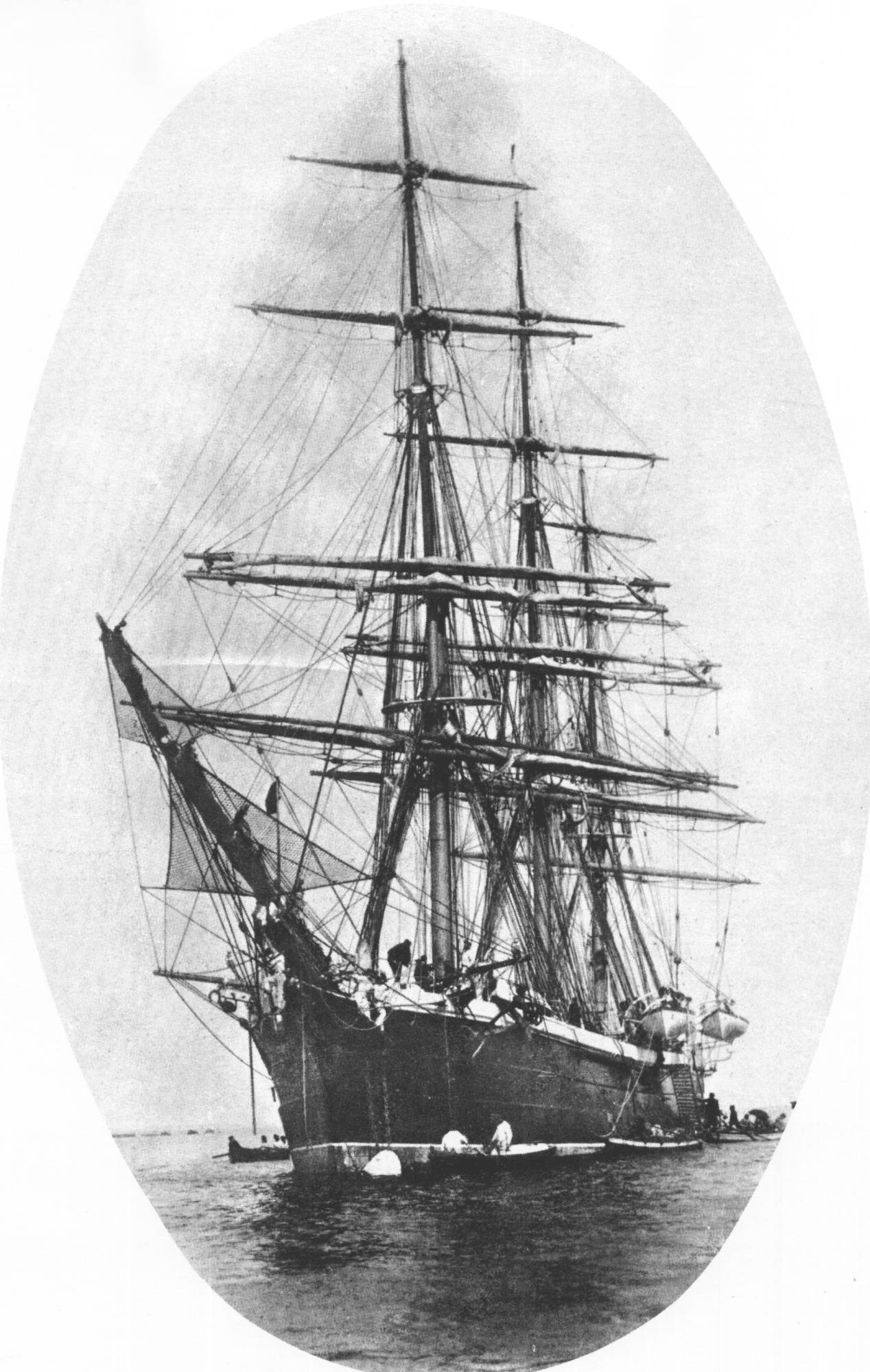
La corbeta Nautilus.

Tras el viaje de circunnavegación, fue destinado al archipiélago de Filipinas para hacerse cargo su primer mando a flote, el Basco, una lancha cañonera de casco de hierro, 42 toneladas de desplazamiento, construido en Hong Kong, y que iba armada con un cañón González Hontoria de 70 mm y una ametralladora de 25 mm. Con él tomó parte activa en la Campaña de Filipinas contra los nativos insurrectos.
El 5 de marzo de 1895, Vicente Montojo Trillo es nombrado comandante general del apostadero de Filipinas y, con esa misma fecha, se nombró a García de los Reyes su ayudante personal, cargo que desempeñó hasta el 13 de mayo de 1896, que fue nombrado segundo comandante del cañonero General Lezo, de 540 toneladas.

### Destinos diversos
El 21 de abril de 1897 ascendió al empleo de teniente de navío, y en septiembre de 1899 fue nombrado ayudante personal del general José Marenco. El 16 de septiembre de 1900, pasó a la situación de excedencia voluntaria en Madrid para cursar estudios diversos.
24 de enero de 1908 pasó a la situación de excedente forzoso en Madrid. El 3 de septiembre de 1911 fue nombrado oficial de derrota del Infanta Isabel, un pequeño crucero de casco de hierro superviviente del desastre de la guerra hispano-estadounidense, reconvertido en cañonero y con el que participó en operaciones de guerra en el norte de Marruecos y golfo de Guinea Ecuatorial.
El 21 de abril de 1913 pasó a la situación de supernumerario, donde permaneció también durante 1914.

### Primer comandante del Arma Submarina
El 17 de febrero de 1915, Alfonso XIII estampó su firma al pie de la ley que pasó a la historia como «Ley Miranda» y que suponía el nacimiento del Arma Submarina en España.
Dicha ley, autorizaba al Ministerio de Marina a adquirir, en principio, cuatro sumergibles (el primero se adquirió a los Estados Unidos y los restantes en Italia), siendo el entonces capitán de corbeta García de los Reyes designado por el gobierno a instancias del almirante Miranda para marchar a los dos países a inspeccionar la construcción de los submarinos.

Se autoriza al Ministro de Marina para adquirir, por gestión directa con cargo a los créditos concedidos por esta ley, hasta cuatro sumergibles y el material necesario para las enseñanzas y prácticas del personal que ha de dotarlos y un buque especial de salvamento. Se le autoriza, asimismo, para organizar el servicio en los submarinos con oficiales del Cuerpo General de la Armada, y para reorganizar el Cuerpo de Maquinistas y los de Contramaestres, Condestables y demás subalternos, ajustando sus servicios y sus plantillas a las necesidades del nuevo material, dentro de los créditos consignados para personal en el actual presupuesto

La orden de efectuar la comisión, de 27 de abril de 1915, decía que el motivo de la misma era:

… para que se especialice en submarinos, y estudie sus métodos de construcción y vea la forma de que esta nueva arma pueda interesarle a España, proponiendo las medidas adoptadas a la vista de las necesidades de la industria nacional

Demorado en unos meses el inicio de sus primeros contactos con esa nueva y desconocida arma que España quería implantar en la Armada, el 22 de diciembre de 1915 fue destinado a la llamada «Comisión de Marina de América del Norte», emprendiendo viaje a Qincy, Massachusetts, donde se construyó en los astilleros Fore River & Co el que sería el primer submarino operativo de la armada.
A su vuelta de los Estados Unidos pasa destinado a la Comisión de Marina de Italia, viajando a La Spezia en calidad de presidente de la Comisión Inspectora de la Construcción de Submarinos, para seguir de cerca como presidente de la Comisión Inspectora de la construcción de los tres sumergibles clase Laurenti que España había encargado construir a los afamados astilleros Fiat-San Giorgio y, para adquirir la aptitud en este tipo de sumergible.
Posteriormente, la comisión le fue prorrogada a Suiza para el estudio en la casa Sulzer de los motores de combustión interna que se fabricaban allí.
A principios del año 1917 es nombrado comandante de quilla del primero de los sumergibles clase Laurenti, el Narciso Monturiol (A-1), que es botado al agua en solemne ceremonia presidida por el embajador de España en Roma el día 15 de abril, y del que toma el mando efectivo el 25 de agosto, fecha de alta del citado submarino en la Lista Oficial de Buques de la Armada. En esa misma fecha es nombrado jefe de la División de Submarinos, cargo que le asignan por ser el comandante más antiguo de los cuatro submarinos con que cuenta la Armada en ese momento, y que además simultánea con el de director de las escuelas de Radiotelegrafía y Buzos, establecidas también en Cartagena.
El 4 de septiembre de 1917, al mando de la flotilla de submarinos de fabricación italiana, de la que ejerce el mando, además, del primero de ellos, hizo su entrada en Tarragona, acompañados por el crucero protegido Extremadura, que les dio escolta desde La Spezia.
El 28 de enero de 1919, el submarino bajo su mando, el Narciso Monturol (A-1), recibió en Barcelona la bandera de combate sido donada por el ayuntamiento de la Ciudad Condal mientras se encontraba abarloado al acorazado Alfonso XIII en el muelle de La Paz.
El 5 de julio de 1919 ascendió al empleo de capitán de fragata. Ese verano, los submarinos, a los que acompañaban otros buques de superficie, realizaron su primer crucero de larga duración. El 24 de octubre de 1919, deja el mando del A-1.
En abril de 1922, durante la guerra del Rif, dirige personalmente la primera acción de guerra de los submarinos, que culmina la evacuación del personal civil que habitaba el peñón de Vélez de la Gomera, asediado varios días bajo fuego de las fuerzas rifeñas. Por esta acción, efectuada por el B-1 y el Isaac Peral (A-0), a bordo del cual se encontraba como jefe de flotilla, recibió la Medalla Naval, máxima condecoración que se otorgaba en aquellos momentos.
El 25 de agosto de 1924 fue ascendido al empleo de capitán de navío, y el 30 de octubre de 1928, fue ascendido al empleo de contralmirante. Con motivo de su ascenso, dejó el mando de la flotilla entregándoselo al capitán de corbeta Alonso, que unos años antes también había recibido de García de los Reyes el mando del A-1.

### Ministro de Marina
Nada más ser relevado marcha a Madrid, para hacerse cargo de la cartera de Marina en el gobierno que preside el general Primo de Rivera, el 5 de noviembre juró su cargo como nuevo Ministro de Marina en el directorio civil.
Durante los quince meses que estuvo al frente de su ministerio acometió numerosas reformas, tanto en los asuntos de material como de personal en la Armada, aunque nada más tomar posesión de su cargo ya se encontró de frente con el primer problema: las asignaciones económicas estaban comprometidas lo que quedaba de década.
Como innovaciones más significativas de cuantas introdujo, se pueden citar las siguientes:
- El 9 de enero de 1929, Alfonso XIII firma el primer real decreto que le presenta García de los Reyes (Diario oficial n.º 11/29 de 14 de enero). El fin que persigue es rejuvenecer la cúpula de mando, pues el real decreto rebajó en cuatro años el pase a situación de reserva de los altos cargos de la Armada, pasando a 68, 64 y 62 años, para los cargos de vicealmirante, contralmirante y capitán de navío, respectivamente.

- El 14 de enero, por real decreto ley (D.O. n.º 14 de 17 de enero) estableció en la Armada los ascensos a ciertas categorías por elección, como era habitual en otras marinas modernas de la época.

- Reestructuró los cuerpos patentados, dividiéndolos en cuerpos políticos y «político-militares», a la vez que suprimió un aumento de las plantillas e hizo reaparecer la Escala de Tierra.

- Redistribuyó la base de estacionamiento de algunos buques para mejor aprovechamiento de la fuerza, sobre todo en lo referente a unidades de escaso porte, como torpederos y guardacostas, tanto en los destinos en aguas peninsulares como en los de las posesiones africanas de río Muni y Fernando Poo.

- Obtuvo del gobierno de la nación los créditos necesarios para construir otros siete destructores de clase Churruca, superados respecto a los de la primera serie, pues estos llevarían mejoras importantes, así como una línea más moderna. Los siete destructores fueron, por orden cronológico de entrada en servicio: Almirante Antequera, Almirante Miranda, Gravina, Escaño, Ulloa, Jorge Juan y Císcar.

- Creó el Premio Álvaro de Bazán, instituido para estimular la redacción y publicación de artículos en la Revista General de Marina (Real Orden de 31 de agosto de 1929).

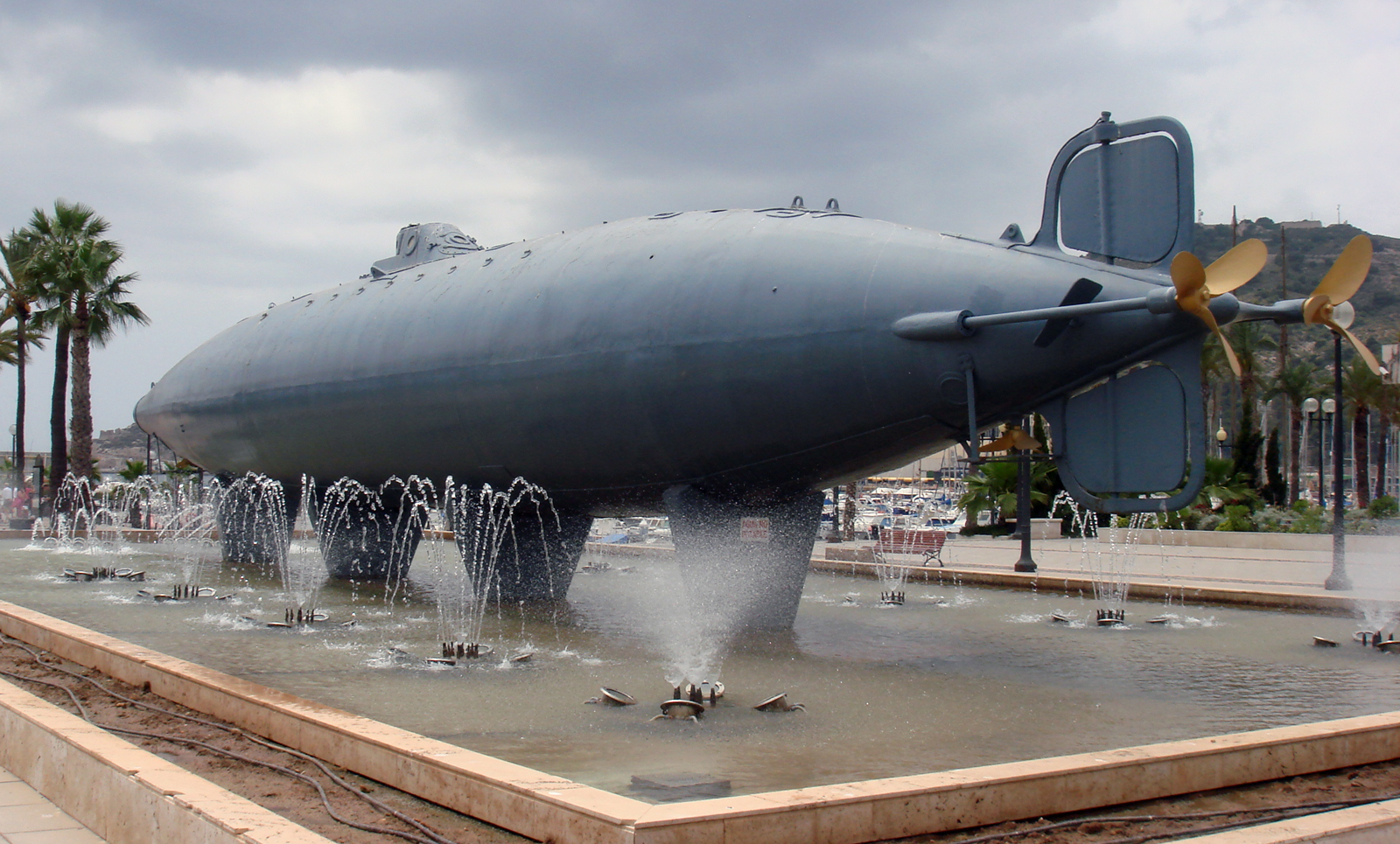
Submarino Peral en 2007 en Cartagena.

- Durante cuarenta años, el submarino Peral fue carne de desguace en el gaditano Arsenal de la Carraca. El capitán general del Departamento Marítimo de Cartagena, Pedro Mercader Zufía, advirtió a García de los Reyes de la suerte que corría el viejo prototipo y la conveniencia de trasladarlo y conservarlo para la historia en Cartagena, donde ya descansaban los restos de su inventor. Remolcado, llegó al Arsenal de Cartagena en 1929, donde se le reparó la obra viva y quedó instalado sobre una base de azulejos sevillanos en la explanada de la Base de Submarinos donde permaneció hasta 1965, año en que se trasladó al paseo del muelle de Alfonso XII a solicitud del alcalde de Cartagena.[3][4] El 15 de diciembre de 2012 se trasladó a una sala del arsenal militar, dependiente del Museo Naval de Cartagena, para su restauración; siendo inaugurada y abierta al público en septiembre de 2013.[5]

A finales de 1929, con la caída de Primo de Rivera y la llegada del Gabinete Dámaso Berenguer, fue relevado en el cargo de ministro de Marina el 30 de enero de 1930. Con fecha del día siguiente al de su cese pasa destinado a eventualidades.
Poco después se retiró de toda actividad pública, hasta que el 29 de octubre de 1931 pasó a la situación de reserva, fijando su residencia en Madrid.

### Encarcelamiento y muerte
Cuando contaba 64 años de edad, y llevando varios años retirado de cualquier actividad pública, en el verano de 1936 y con el estallido de la guerra civil española al poco de iniciada la contienda, es apresado y encarcelado por las fuerzas de izquierda en la Cárcel General Porlier de Madrid, hasta que el día 24 de noviembre de 1936 junto con otros jefes y oficiales del Ejército y de la Armada, es fusilado en Paracuellos de Jarama. Sus restos, que no pudieron ser identificados, reposan en una fosa común.

## Homenajes póstumos
- Por tres veces, se desestimó el nombrar un submarino con el nombre de García de los Reyes, hasta que finalmente, el primer sumergible procedente de la ayuda norteamericana, recibió este nombre, el Almirante García de los Reyes (S-31), ex USS Kraken (SS-370), botado en el lago Míchigan el 30 de abril de 1944 transferido a la Armada Española en la base naval de Pearl Harbor, Hawái, el 25 de octubre de 1959, incorporado a la Lista Oficial de Buques con el numeral E-1, de forma breve, ya que al poco cambiaría por S-31. La orden ministerial por la que este submarino tomó la denominación de Almirante García de los Reyes fue la número 1313/59 y fue publicada en el Diario Oficial n.º 98 de 30 de abril de 1959.[7]

- El día 1 de febrero de 1980, coincidiendo con los actos celebrados en la Base de Submarinos con motivo de la conmemoración del 65 aniversario de la creación del Arma Submarina, el hijo del fundador del Arma, inauguró un busto de su padre en la Base de Submarinos. Este busto, junto con el de Isaac Peral preside el día a día de la flotilla.

- Tras más de veinte años con el submarino S-31 con el nombre del creador del Arma, y su fin inminente, se promulgó la Orden Ministerial Delegada número 414/124/82, de fecha 7 de enero de 1982 (Boletín Oficial de Defensa de 11 de enero de 1982), del almirante en jefe del Estado Mayor de la Armada, Luis Arévalo Pelluz, submarinista también, por la que se disponía perpetuar en la Armada el nombre del Almirante García de los Reyes:

El almirante García de los Reyes dedicó su vida a la organización y desarrollo del Arma Submarina, habiendo sido su memoria perpetuada con el submarino Almirante García de los Reyes (S-31). Al causar baja dicho submarino, desaparecería su nombre del Arma Submarina considerándose conveniente su conservación en la Armada.

En su virtud, en uso de las facultades que me concede la Orden Ministerial nº 1061/77 de 7 de septiembre, a propuesta del Capitán General de la Zona Marítima del Mediterráneo y de conformidad con el Estado Mayor de la Armada,
DISPONGO:

La Escuela de Submarinos se denominará oficialmente “Escuela de Submarinos Almirante García de los Reyes” a partir del día 1 de abril de 1982, fecha de la baja en la Lista Oficial de Buques de la Armada del submarino Almirante García de los Reyes (S-31).

- El día 13 de enero de 2012, se asignan los nombres a los submarinos de la serie S-80 a propuesta del almirante jefe de Estado Mayor de la Armada, en concreto el S-84 con el nombre Mateo García de los Reyes (S-84).[8]

## Publicaciones
- Teoría práctica de las conmutatrices (Madrid en 1902).
- Artículos en la Revista general de Marina sobre radiotelegrafía, electricidad, navegación y submarinos.

## Condecoraciones extranjeras
- Caballero gran cruz de la Orden de Avis - Portugal.
- Gran cruz de la Orden de la Espada - Suecia.
- Gran cruz de la Orden de San Saba - Reino de Yugoslavia.
- Gran cruz de la Orden de Carlos Manuel de Céspedes - Cuba.
- Comendador de la Orden de la Corona de Italia.
- Comendador de la Orden de los Santos Mauricio y Lázaro - Italia.

| Predecesor: Honorio Cornejo Carvajal | Ministro de Marina 1929 - 1930 | Sucesor: Salvador Carvia Caravaca |